# Aulus-les-Bains
Pour les articles homonymes, voir Aulus et Bains (homonymie).
Aulus-les-Bains (prononcer [olys le bɛ̃] ; Aulús en occitan) est une commune française, située dans le département de l'Ariège en région Occitanie.
Localisée dans le sud du département, la commune  fait partie, sur le plan historique et culturel, du Couserans, pays aux racines gasconnes structuré par le cours du Salat (affluent de la Garonne). Exposée à un climat de montagne, elle est drainée par le  Garbet, la rivière d'Ars, le ruisseau du Fouillet et par divers autres petits cours d'eau. Incluse dans le parc naturel régional des Pyrénées ariégeoises, la commune possède un patrimoine naturel remarquable : un site Natura 2000 (le « mont Ceint, mont Béas, tourbière de Bernadouze ») et dix zones naturelles d'intérêt écologique, faunistique et floristique.
Aulus-les-Bains est une commune rurale qui compte 146 habitants en 2022, après avoir connu un pic de population de 1 026 habitants en 1806. Ses habitants sont appelés les Aulusiens ou Aulusiennes.

## Géographie

### Localisation
La commune d'Aulus-les-Bains se trouve dans le département de l'Ariège, en région Occitanie et est frontalière avec l'Espagne (Catalogne).
Commune touristique et thermale située dans les Pyrénées ariégeoises en Couserans, sur le Garbet. Elle est dominée par le Mont Béas (1 903 m) et riveraine avec l'Espagne (Catalogne - Pallars Sobira) mais sans liaison routière transfrontalière.
La commune fait partie du parc naturel régional des Pyrénées ariégeoises.
Elle se situe à 29 km à vol d'oiseau de Foix, préfecture du département, à 27 km de Saint-Girons, sous-préfecture, et à 26 km de La Bastide-de-Sérou, bureau centralisateur du canton du Couserans Est dont dépend la commune depuis 2015 pour les élections départementales.
La commune fait en outre partie du bassin de vie de Saint-Girons.
Les communes les plus proches sont : 
Ustou (6,1 km), Ercé (7,6 km), Le Port (9,2 km), Massat (10,9 km), Suc-et-Sentenac (11,3 km), Auzat (12,0 km), Biert (12,1 km), Couflens (12,4 km).
Sur le plan historique et culturel, Aulus-les-Bains fait partie du Couserans, pays aux racines gasconnes structuré par le cours du Salat (affluent de la Garonne), que rien ne prédisposait à rejoindre les anciennes dépendances du comté de Foix.

### Communes limitrophes
Les communes limitrophes sont Auzat, Ercé, Le Port, Ustou et Lladorre.
| Ercé  | Le Port             |       |
| Ustou | Aulus-les-Bains     | Auzat |
|       | Lladorre ( Espagne) |       |

### Géologie et relief
La commune est située dans les Pyrénées, une chaîne montagneuse jeune, érigée durant l'ère tertiaire (il y a 40 millions d'années environ), en même temps que les Alpes. La commune est traversée par la Faille nord-pyrénéenne, qui sépare la Zone axiale pyrénéenne (ZA) ou haute chaîne primaire de la Zone nord-pyrénéenne (ZNP), au nord. Les terrains affleurants sur le territoire communal sont constitués de roches sédimentaires datant pour certaines du Mésozoïque, anciennement appelé Ère secondaire, qui s'étend de −252,2 à −66,0 Ma, et pour d'autres du Paléozoïque, une ère géologique qui s'étend de −541 à −252,2 Ma (millions d'années). La structure détaillée des couches affleurantes est décrite dans la feuille « n°1086 - Aulus-les-Bains » de la carte géologique harmonisée au 1/50 000e du département de l'Ariège, et sa notice associée.
La superficie cadastrale de la commune publiée par l’Insee, qui sert de références dans toutes les statistiques, est de 52,24 km2,. La superficie géographique, issue de la BD Topo, composante du Référentiel à grande échelle produit par l'IGN, est quant à elle de 52,98 km2. Son relief est particulièrement découpé puisque la dénivelée maximale atteint 1979 mètres. L'altitude du territoire varie entre 719 m et 2 698 m.

### Hydrographie

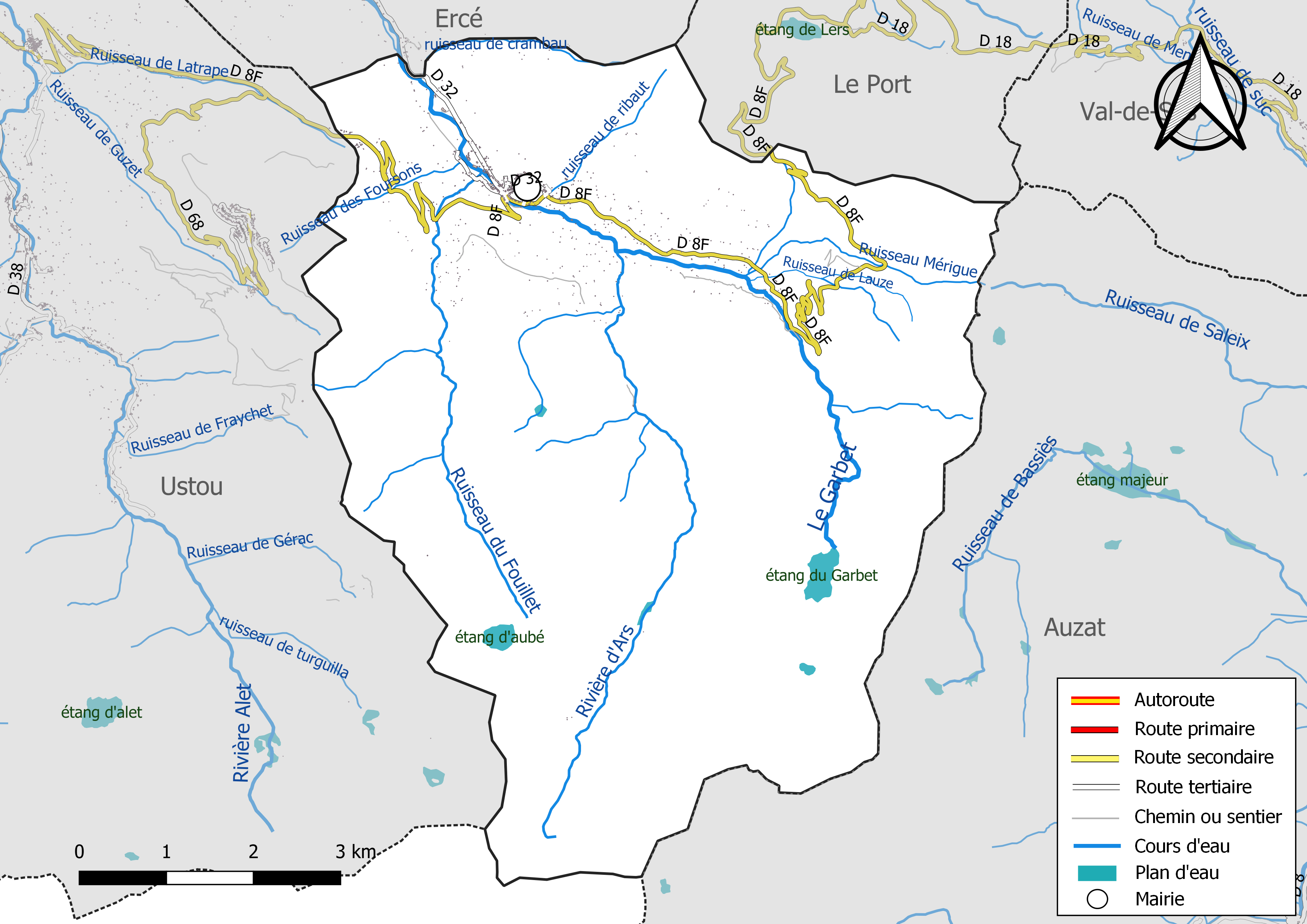
Réseaux hydrographique et routier d'Aulus-les-Bains.

La commune est dans le bassin versant de la Garonne, au sein du bassin hydrographique Adour-Garonne. Elle est drainée par le Garbet, la rivière d'Ars, le ruisseau du Fouillet, le ruisseau de Crambau, le ruisseau de Fountarech, le ruisseau de Papallau, le ruisseau de Ribaut, le ruisseau d'Escale de Hille, le ruisseau des Foursons, le ruisseau Mérigue, et par divers petits cours d'eau, constituant un réseau hydrographique de 45 km de longueur totale,.
Le Garbet, d'une longueur totale de 25,1 km, prend sa source dans la commune et s'écoule du sud-est vers le nord-ouest. Il traverse la commune et se jette dans le Salat à Oust, après avoir traversé 3 communes.

### Climat
Pour des articles plus généraux, voir Climat de l'Occitanie et Climat de l'Ariège.
En 2010, le climat de la commune est de type climat des marges montargnardes, selon une étude s'appuyant sur une série de données couvrant la période 1971-2000. En 2020, Météo-France publie une typologie des climats de la France métropolitaine dans laquelle la commune est exposée à un climat de montagne et est dans la région climatique Pyrénées centrales, caractérisée par une pluviométrie annuelle de 1 000 à 1 200 mm.
Pour la période 1971-2000, la température annuelle moyenne est de 10,3 °C, avec une amplitude thermique annuelle de 15,3 °C. Le cumul annuel moyen de précipitations est de 1 009 mm, avec 10,7 jours de précipitations en janvier et 7 jours en juillet. Pour la période 1991-2020, la température moyenne annuelle observée sur la station météorologique la plus proche, située sur la commune de Val-de-Sos à 13 km à vol d'oiseau, est de 11,1 °C et le cumul annuel moyen de précipitations est de 1 175,9 mm,. Pour l'avenir, les paramètres climatiques de la commune estimés pour 2050 selon différents scénarios d'émission de gaz à effet de serre sont consultables sur un site dédié publié par Météo-France en novembre 2022.

### Milieux naturels et biodiversité

#### Espaces protégés
La protection réglementaire est le mode d’intervention le plus fort pour préserver des espaces naturels remarquables et leur biodiversité associée,.
La commune fait partie du parc naturel régional des Pyrénées ariégeoises, créé en 2009 et d'une superficie de 245 973 ha, qui s'étend sur 138 communes du département. Ce territoire unit les plus hauts sommets aux frontières de l’Andorre et de l’Espagne (la Pique d’Estats, le Mont Valier, etc) et les plus hautes vallées des avants-monts, jusqu’aux plissements du Plantaurel.

#### Réseau Natura 2000

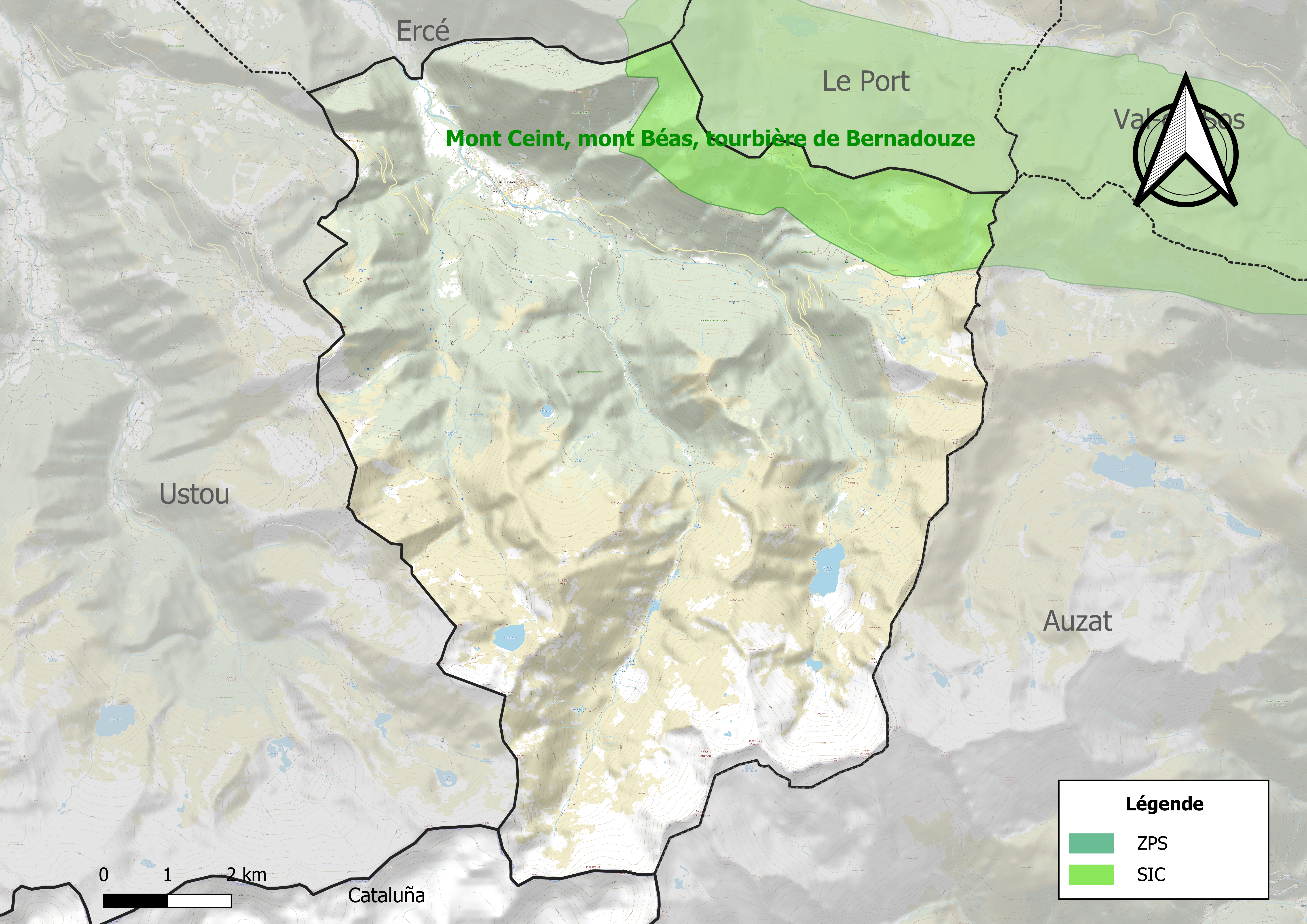
Site Natura 2000 sur le territoire communal.

Le réseau Natura 2000 est un réseau écologique européen de sites naturels d'intérêt écologique élaboré à partir des directives habitats et oiseaux, constitué de zones spéciales de conservation (ZSC) et de zones de protection spéciale (ZPS).
Un site Natura 2000 a été défini sur la commune au titre de la directive habitats : le « mont Ceint, mont Béas, tourbière de Bernadouze », d'une superficie de 2 218 ha, un territoire particulièrement riche en espèces endémiques des Pyrénées. Celles-ci sont pour la plupart inféodées à des milieux spécialisés. Une grande partie de la zone  à vocation forestière originelle indéniable livrée historiquement au pâturage intensif et extensif, mais ce dernier est en nette régression de nos jours.

#### Zones naturelles d'intérêt écologique, faunistique et floristique
L’inventaire des zones naturelles d'intérêt écologique, faunistique et floristique (ZNIEFF) a pour objectif de réaliser une couverture des zones les plus intéressantes sur le plan écologique, essentiellement dans la perspective d’améliorer la connaissance du patrimoine naturel national et de fournir aux différents décideurs un outil d’aide à la prise en compte de l’environnement dans l’aménagement du territoire.
Sept ZNIEFF de type 1 sont recensées sur la commune :
- l'« aval de la rivière du Garbet » (112 ha), couvrant 3 communes du département[32] ;
- les « bois de Mirabat, d´Oust et du Picou de Géu » (1 670 ha), couvrant 5 communes du département[33] ;
- le « massif du Montcalm et Haut-Vicdessos » (10 052 ha), couvrant 2 communes du département[34] ;
- le « massif du Pic de Certescans » (16 070 ha), couvrant 4 communes du département[35] ;
- les « massifs calcaires et tourbières du mont Ceint et du mont Béas » (2 937 ha), couvrant 6 communes du département[36] ;
- les « mont Garias, étangs et Pic Rouge de Bassiès, bois du Far » (2 585 ha), couvrant 2 communes du département[37] ;
- les « montagnes d'Ercé et de Massat » (6 668 ha), couvrant 6 communes du département[38] ;

et trois ZNIEFF de type 2, : 
- les « montagnes d'Ercé, d'Oust et de Massat » (30 350 ha), couvrant 13 communes du département[39] ;
- « Montcalm et Vicdessos » (25 129 ha), couvrant 14 communes du département[40] ;
- la « moyenne montagne du Vicdessos et massif des Trois-Seigneurs » (21 558 ha), couvrant 17 communes du département[41].

Carte des ZNIEFF de type 1 et 2 à Aulus-les-Bains.
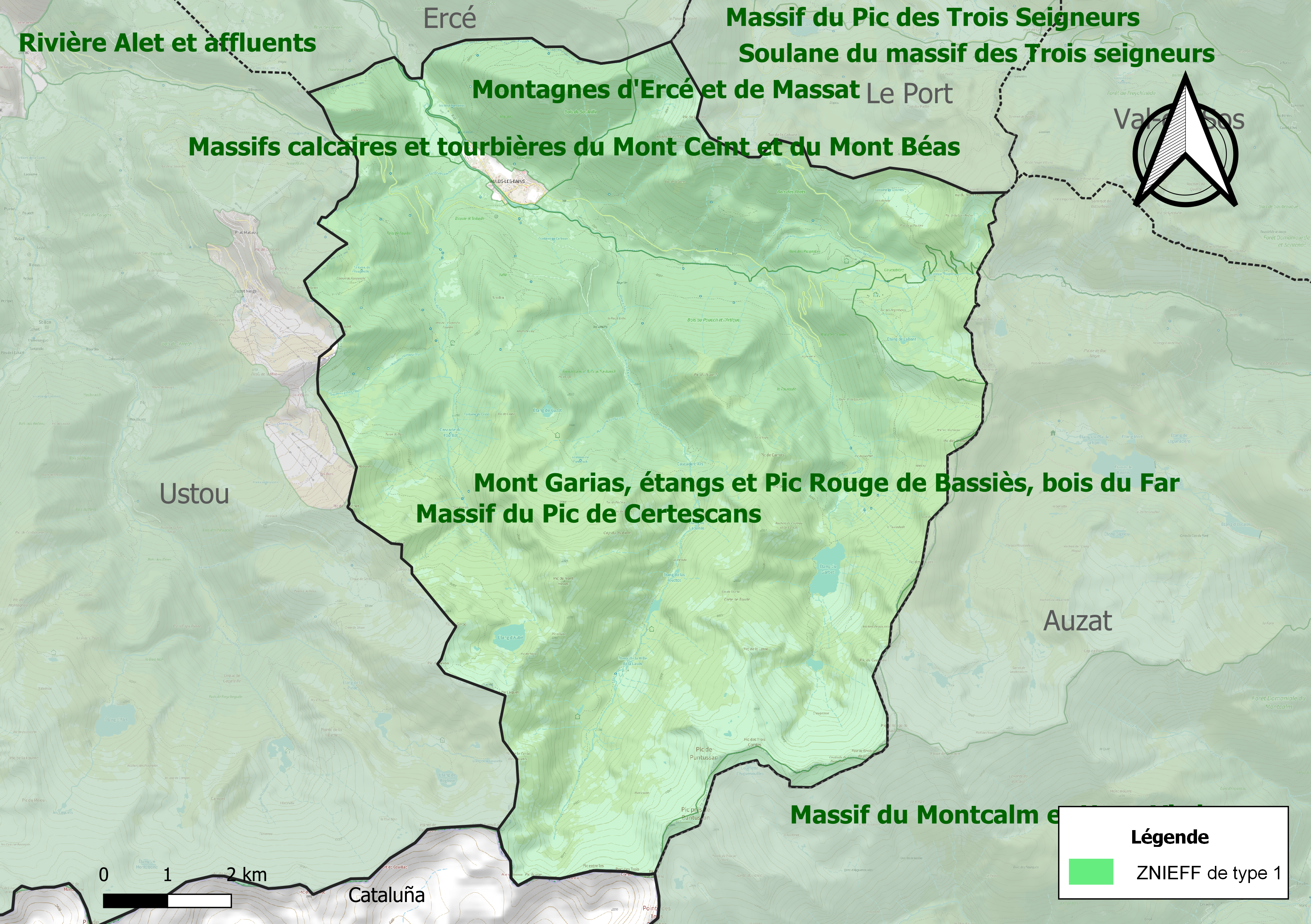
Carte des ZNIEFF de type 1 sur la commune.
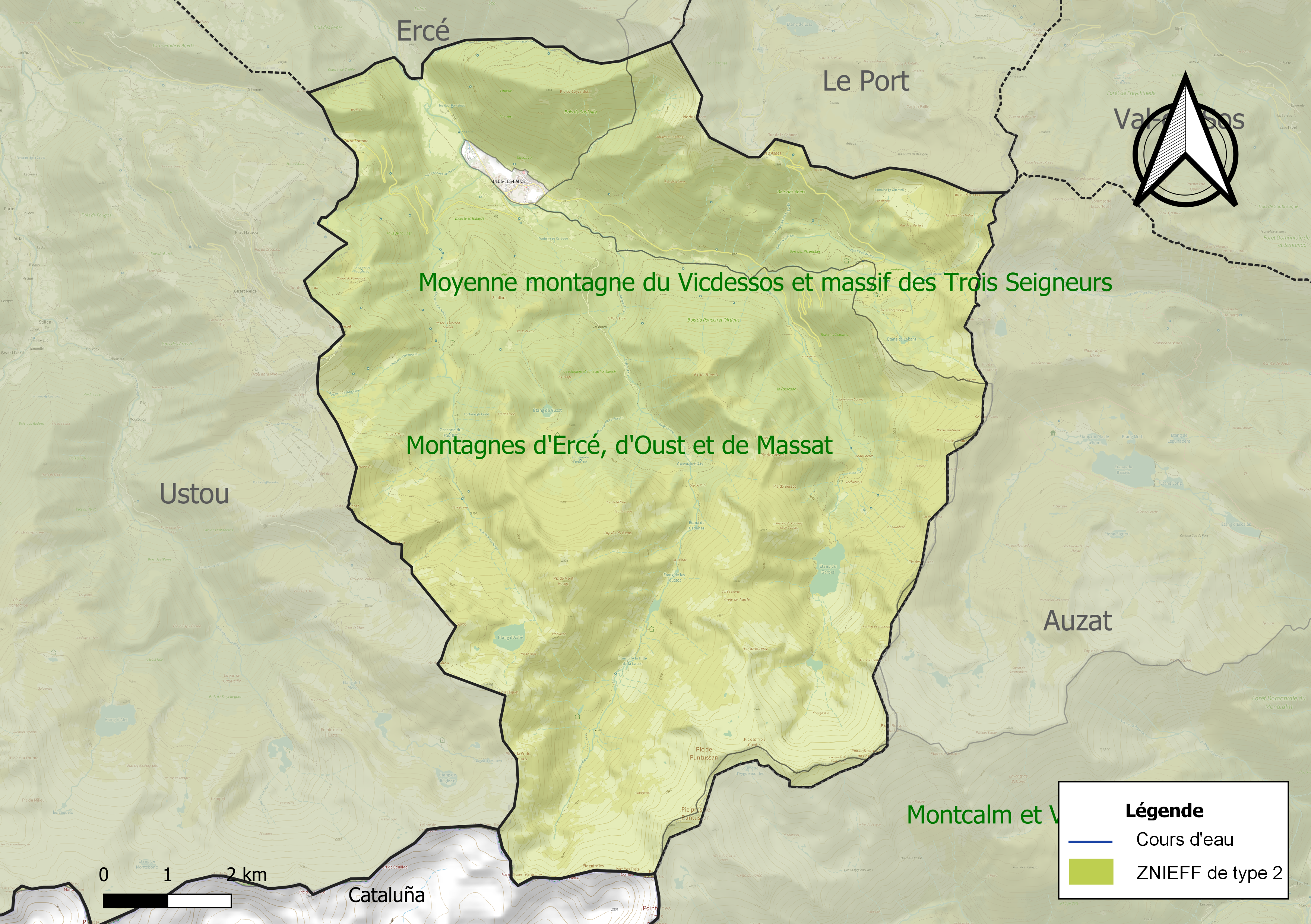
Carte des ZNIEFF de type 2 sur la commune.

## Urbanisme

### Typologie
Au 1er janvier 2024, Aulus-les-Bains est catégorisée commune rurale à habitat dispersé, selon la nouvelle grille communale de densité à 7 niveaux définie par l'Insee en 2022.
Elle est située hors unité urbaine et hors attraction des villes,.

### Occupation des sols

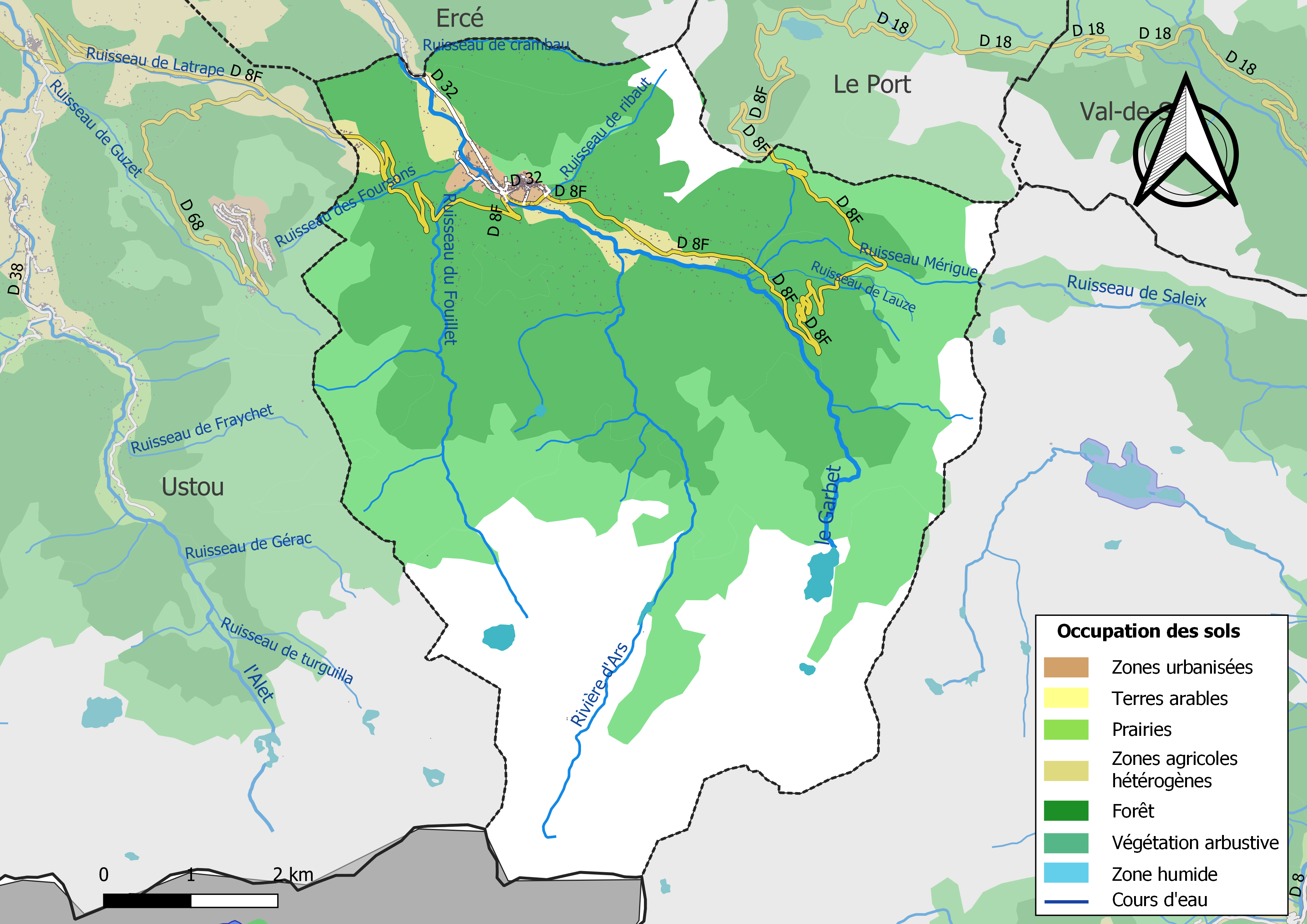
Carte des infrastructures et de l'occupation des sols de la commune en 2018 (CLC).

L'occupation des sols de la commune, telle qu'elle ressort de la base de données européenne d’occupation biophysique des sols Corine Land Cover (CLC), est marquée par l'importance des forêts et milieux semi-naturels (97 % en 2018), en diminution par rapport à 1990 (98,1 %). La répartition détaillée en 2018 est la suivante : 
forêts (40,8 %), espaces ouverts, sans ou avec peu de végétation (30 %), milieux à végétation arbustive et/ou herbacée (26,3 %), zones agricoles hétérogènes (2,2 %), zones urbanisées (0,8 %). L'évolution de l’occupation des sols de la commune et de ses infrastructures peut être observée sur les différentes représentations cartographiques du territoire : la carte de Cassini (XVIIIe siècle), la carte d'état-major (1820-1866) et les cartes ou photos aériennes de l'IGN pour la période actuelle (1950 à aujourd'hui).

### Habitat et logement
En 2018, le nombre total de logements dans la commune était de 465, alors qu'il était de 443 en 2013 et de 446 en 2008.
Parmi ces logements, 18,5 % étaient des résidences principales, 81,1 % des résidences secondaires et 0,4 % des logements vacants. Ces logements étaient pour 49,5 % d'entre eux des maisons individuelles et pour 49,7 % des appartements.
Le tableau ci-dessous présente la typologie des logements à Aulus-les-Bains en 2018 en comparaison avec celle de l'Ariège et de la France entière. Une caractéristique marquante du parc de logements est ainsi une proportion de résidences secondaires et logements occasionnels (81,1 %) supérieure à celle du département (24,6 %) et à celle de la France entière (9,7 %). Concernant le statut d'occupation de ces logements, 61,6 % des habitants de la commune sont propriétaires de leur logement (64,6 % en 2013), contre 66,3 % pour l'Ariège et 57,5 % pour la France entière.
| Typologie                                               | Aulus-les-Bains | Ariège | France entière |
| ------------------------------------------------------- | --------------- | ------ | -------------- |
| Résidences principales (en %)                           | 18,5            | 65,7   | 82,1           |
| Résidences secondaires et logements occasionnels (en %) | 81,1            | 24,6   | 9,7            |
| Logements vacants (en %)                                | 0,4             | 9,7    | 8,2            |

## Histoire

### Moyen Âge
1272 : Charte entre les habitants d'Aulus-les-Bains et d'Ercé et Roger III, vicomte de Couserans. La charte donne aux habitants le plein usage des bois, vacants, pâturages contre le paiement annuel de 50 livres au seigneur. C'est une régression pour les communautés qui jouissaient de ces droits de « temps immémorial ».
1347 : Mise en place de l'« Échange fer/charbon » entre le Couserans et la vallée de Vicdessos. Les échanges se font par le Port de Saleix (ou Port de Coumebière).
1349 : Procès relatif à la mine d'Aulus (écrit alors Olis), dans un acte de la communauté de Saint-Bertrand-de-Comminges. Ce procès concerne les mines d'argent et de fer du site de Castel Minier situées 3 km au-dessus du village d'Aulus.
1390 : Expédition militaire contre le seigneur du Castel minier.

### Époque moderne
1568, 1574 et 1587 : Pillages sur le territoire de la commune par des huguenots. Castel minier détruit en 1574. 60 maisons détruites dans le bourg en 1587.
1590 : reconstruction de l'actuelle bourgade d'Aulus, avec édification de la première maison neuve d'Aulus par un dénommé Tariol
1601 : Jean de Malus visite les mines d'Aulus et le site du Castel Minier.

### XIXesiècle
1822 : la tradition locale attribue au lieutenant Darmagnac la découverte des bienfaits des eaux thermales d'Aulus en 1822 ou 1823 (suivant les sources) sur les conseils de Ma Bouno ou de M Lacrampe (suivant les sources).
1824 : construction de la première « baraque thermale » à Aulus par Jean-Pierre François Souquet au pied de la Coste : une baraque en planches avec un toit de chaume et une baignoire en bois.
1829 : passage à Aulus du pyrénéiste Vincent de Chausenque.
1848 : le docteur Jacques Bordes-Pagès (1815-1897) est nommé médecin inspecteur des eaux d'Aulus par le préfet, pour suivre le traitement de syphilitiques de Saint-Lizier envoyés à Aulus. Il crée la station thermale en 1849.
1872 : première édition du Livre « Aulus et ses environs » écrit par Adolphe d'Assier (1827-1889). 99 pages consacrées à l'histoire et la présentation du village d'Aulus. Il y aura deux autres versions.
1873 : construction de la grotte qui abrite les sources thermales au fond du parc thermal.
En 1877, le premier casino est construit par M. Rumeau, maître de poste à Saint-Girons. Il ouvre ses portes en août, dirigé par M. Lorca. Des artistes du Théâtre des Variétés de Toulouse s'y produisent pour la première saison. Le propriétaire du « Petit Casino » paye sa bienvenue en versant à la municipalité d'Aulus les fonds qui servent à la construction et à l'installation du télégraphe en 1878.

### XXesiècle
La Société des tramways électriques de l'Ariège exploite une ligne ferroviaire à voie métrique de 16 km hors de réseau de 1914 à 1933 avec une interruption de 1915 à 1922. Cette ligne reliait Oust à Aulus en longeant la route coté Garbet.
17 août 1924 : inauguration du monument aux Morts devant le pont du Midi.
11 janvier 1938 : Aulus devient officiellement Aulus-les-Bains.
Durant la Seconde Guerre mondiale, des juifs sont assignés à résidence à Aulus. Le gouvernement de Vichy les fait arrêter le 26 août 1942.
Un incendie détruit le bâtiment thermal en 1947.
En 1979, la commune lance le projet de réouverture des thermes. En 1984, l'autorisation d'exploiter les quatre sources comme eau minérale naturelle et de déplacer l'emplacement des buvettes est demandée auprès de l'Académie nationale de médecine. La société savante refuse d'abord en janvier, puis accepte en novembre.
Les travaux du bâtiment thermal s'achèvent en 1989, et en 1992 la « Résidence des Trois Césars » pour l'hébergement des curistes et de leurs familles est ouverte. La station du cholestérol démarre modestement.

### XXIesiècle
2006 : début des fouilles archéologiques du site de Castel Minier.

## Politique et administration

### Découpage territorial
La commune d'Aulus-les-Bains est membre de la communauté de communes Couserans-Pyrénées, un établissement public de coopération intercommunale (EPCI) à fiscalité propre créé le 18 novembre 2016 dont le siège est à Saint-Lizier. Ce dernier est par ailleurs membre d'autres groupements intercommunaux.
Sur le plan administratif, elle est rattachée à l'arrondissement de Saint-Girons, au département de l'Ariège, en tant que circonscription administrative de l'État, et à la région Occitanie.
Sur le plan électoral, elle dépend du canton du Couserans Est pour l'élection des conseillers départementaux, depuis le redécoupage cantonal de 2014 entré en vigueur en 2015, et de la première circonscription de l'Ariège  pour les élections législatives, depuis le redécoupage électoral de 1986.

### Liste des maires
| Période   | Période   | Identité             | Étiquette | Qualité                                   |
| --------- | --------- | -------------------- | --------- | ----------------------------------------- |
| 1977      | 2001      | Jacques Berthoumieux | PS        | Professeur                                |
| mars 2001 | mars 2008 | Jean-Michel Rossell  | PS        |                                           |
| mars 2008 | mai 2020  | Michel Veyssière     | PCF       | Retraité                                  |
| mai 2020  | En cours  | Patrick Boyer        |           | Chef d'entreprise de dix salariés ou plus |

## Démographie
L'évolution du nombre d'habitants est connue à travers les recensements de la population effectués dans la commune depuis 1793. Pour les communes de moins de 10 000 habitants, une enquête de recensement portant sur toute la population est réalisée tous les cinq ans, les populations de référence des années intermédiaires étant quant à elles estimées par interpolation ou extrapolation. Pour la commune, le premier recensement exhaustif entrant dans le cadre du nouveau dispositif a été réalisé en 2008.

En 2022, la commune comptait 146 habitants, en évolution de −5,81 % par rapport à 2016 (Ariège : +1,48 %, France hors Mayotte : +2,11 %).
| 1793  | 1800 | 1806  | 1821 | 1831 | 1836  | 1841  | 1846 | 1851 |
| ----- | ---- | ----- | ---- | ---- | ----- | ----- | ---- | ---- |
| 1 021 | 884  | 1 026 | 991  | 897  | 1 003 | 1 011 | 953  | 958  |

| 1856 | 1861 | 1866 | 1872 | 1876 | 1881 | 1886 | 1891 | 1896 |
| ---- | ---- | ---- | ---- | ---- | ---- | ---- | ---- | ---- |
| 898  | 925  | 910  | 951  | 954  | 875  | 893  | 798  | 707  |

| 1901 | 1906 | 1911 | 1921 | 1926 | 1931 | 1936 | 1946 | 1954 |
| ---- | ---- | ---- | ---- | ---- | ---- | ---- | ---- | ---- |
| 739  | 724  | 742  | 613  | 602  | 606  | 590  | 482  | 402  |

| 1962 | 1968 | 1975 | 1982 | 1990 | 1999 | 2006 | 2008 | 2013 |
| ---- | ---- | ---- | ---- | ---- | ---- | ---- | ---- | ---- |
| 292  | 227  | 182  | 208  | 210  | 189  | 203  | 207  | 153  |

| 2018 | 2022 | - | - | - | - | - | - | - |
| ---- | ---- | - | - | - | - | - | - | - |
| 161  | 146  | - | - | - | - | - | - | - |

## Économie

### Revenus
En 2018, la commune compte 72 ménages fiscaux, regroupant 127 personnes. La médiane du revenu disponible par unité de consommation est de 18 180 € (19 820 € dans le département).

### Emploi
| Division       | 2008   | 2013   | 2018   |
| -------------- | ------ | ------ | ------ |
| Commune        | 10,2 % | 3,5 %  | 10,7 % |
| Département    | 8,9 %  | 11,1 % | 11,2 % |
| France entière | 8,3 %  | 10 %   | 10 %   |

En 2018, la population âgée de 15 à 64 ans s'élève à 103 personnes, parmi lesquelles on compte 71,8 % d'actifs (61,2 % ayant un emploi et 10,7 % de chômeurs) et 28,2 % d'inactifs,. En  2018, le taux de chômage communal (au sens du recensement) des 15-64 ans est inférieur à celui du département, mais supérieur à celui de la France, alors qu'en 2008 il était supérieur à celui du département.
La commune est hors attraction des villes,. Elle compte 64 emplois en 2018, contre 58 en 2013 et 66 en 2008. Le nombre d'actifs ayant un emploi résidant dans la commune est de 64, soit un indicateur de concentration d'emploi de 100,3 % et un taux d'activité parmi les 15 ans ou plus de 52,1 %.
Sur ces 64 actifs de 15 ans ou plus ayant un emploi, 38 travaillent dans la commune, soit 59 % des habitants. Pour se rendre au travail, 48,4 % des habitants utilisent un véhicule personnel ou de fonction à quatre roues, 3,1 % les transports en commun, 29,7 % s'y rendent en deux-roues, à vélo ou à pied et 18,8 % n'ont pas besoin de transport (travail au domicile).

### Activités hors agriculture
19 établissements sont implantés  à Aulus-les-Bains au 31 décembre 2019.
Le secteur du commerce de gros et de détail, des transports, de l'hébergement et de la restauration est prépondérant sur la commune puisqu'il représente 68,4 % du nombre total d'établissements de la commune (13 sur les 19 entreprises implantées  à Aulus-les-Bains), contre 27,5 % au niveau départemental.
Aulus-les-Bains est une station hydrominérale dont les sources, connues des Romains, n'ont trouvé la notoriété qu'au début du XIXe siècle. On y traite les maladies des voies urinaires et les maladies métaboliques.
La station compte différents commerces et services liés à l'activité thermale et touristique. L'idée d'une liaison téléportée entre Aulus et Guzet via le col de Latrape a été exprimée en 2018 par les professionnels.
Depuis des décennies, le syndicat Sud-Ouest énergie de la CGT propose notamment un projet de barrage hydroélectrique « Aulus-Agneserre ».

### Agriculture
|                                   | 1988 | 2000 | 2010 |
| --------------------------------- | ---- | ---- | ---- |
| Exploitations                     | 22   | 9    | 5    |
| Superficie agricole utilisée (ha) | 368  | 221  | 148  |

La commune fait partie de la petite région agricole dénommée « Région pyrénéenne ». En 2010, l'orientation technico-économique de l'agriculture  sur la commune est l'élevage d'ovins et de caprins. Cinq exploitations agricoles ayant leur siège dans la commune sont dénombrées lors du recensement agricole de 2010 (douze en 1988). La superficie agricole utilisée est de 148 ha.

## Culture locale et patrimoine

### Lieux et monuments
- Thermes et parc thermal. Acro'lus est un parcours acrobatique en hauteur dans le parc thermal, dès la bonne saison.
- Église Saint-Vincent, elle a reçu deux nouvelles cloches.
- Cascade d'Ars, haute de 246 mètres, en trois étages successifs ; balade de 3 h 30 à 9 heures de marche, de difficulté facile à extrême.
- Les montagnes d'Aulus comptent de nombreux étangs d'origine glaciaire dont les plus vastes sont l'étang du Garbet et l'étang d'Aubé ; le plus proche est l'étang de Guzet.
- Le sentier de grande randonnée 10 traverse la commune d'ouest en est, et le GRP « Tour du Val de Garbet » la traverse du nord au sud[1].

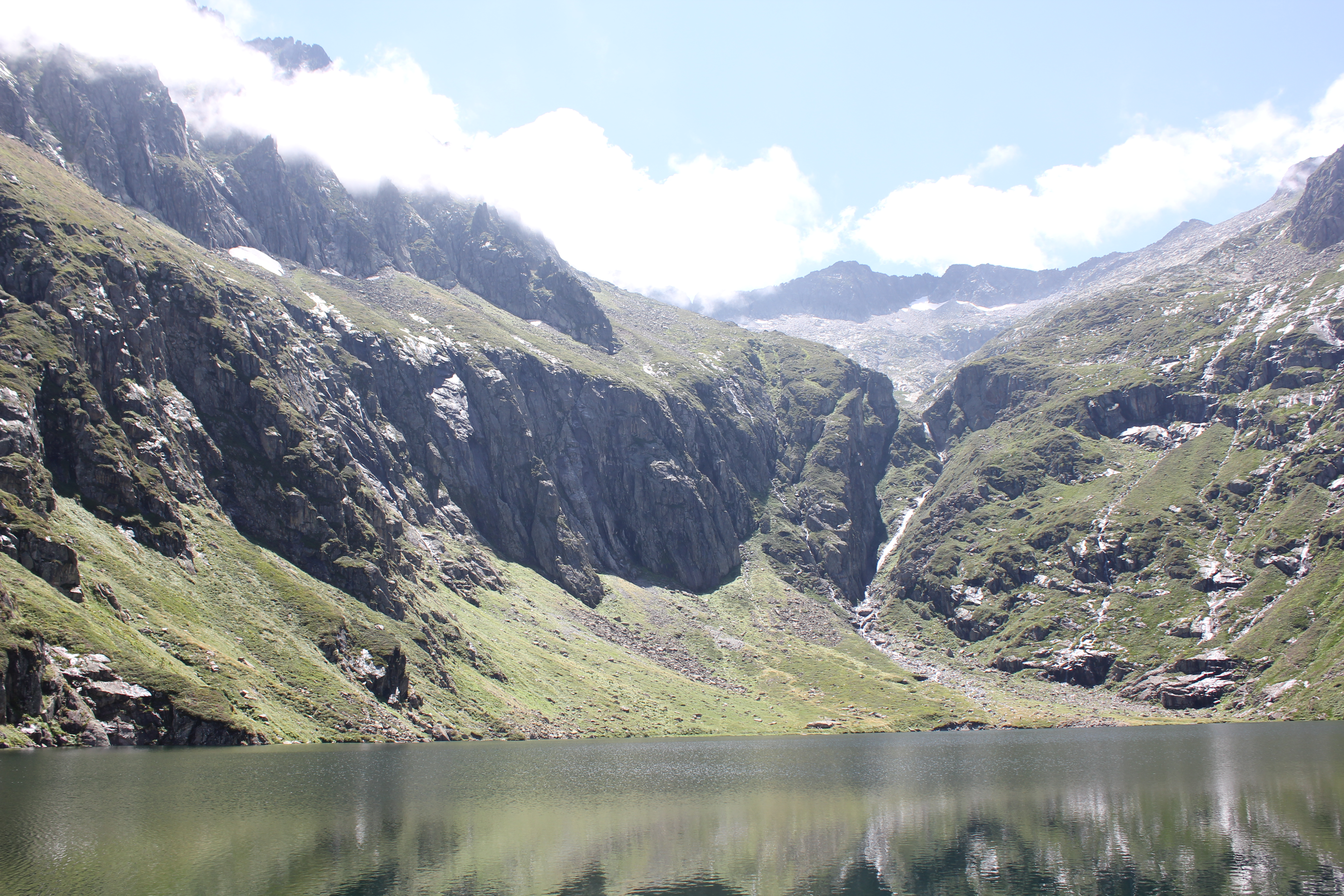
Étang du Garbet.
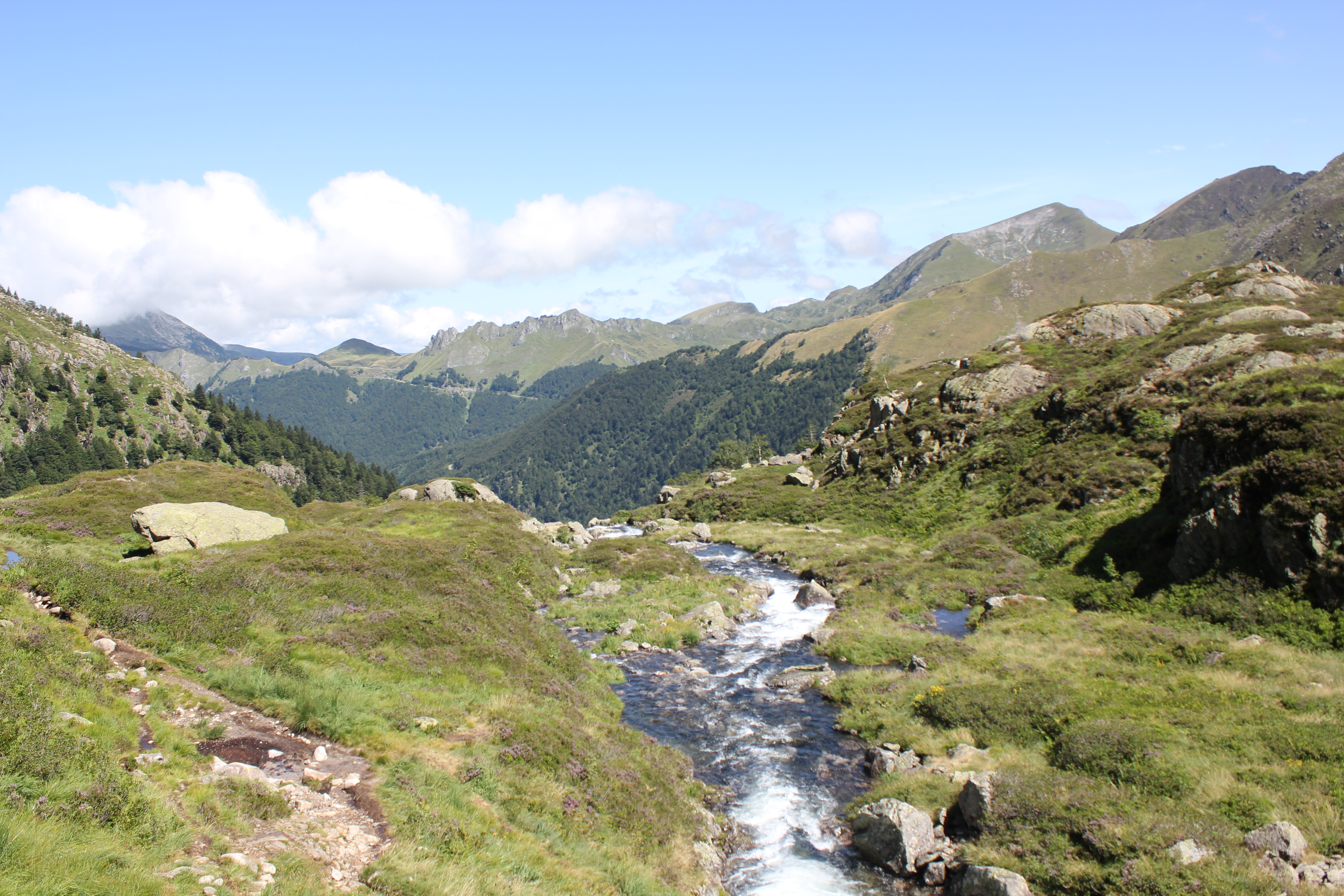
Plateau du Garbettou.
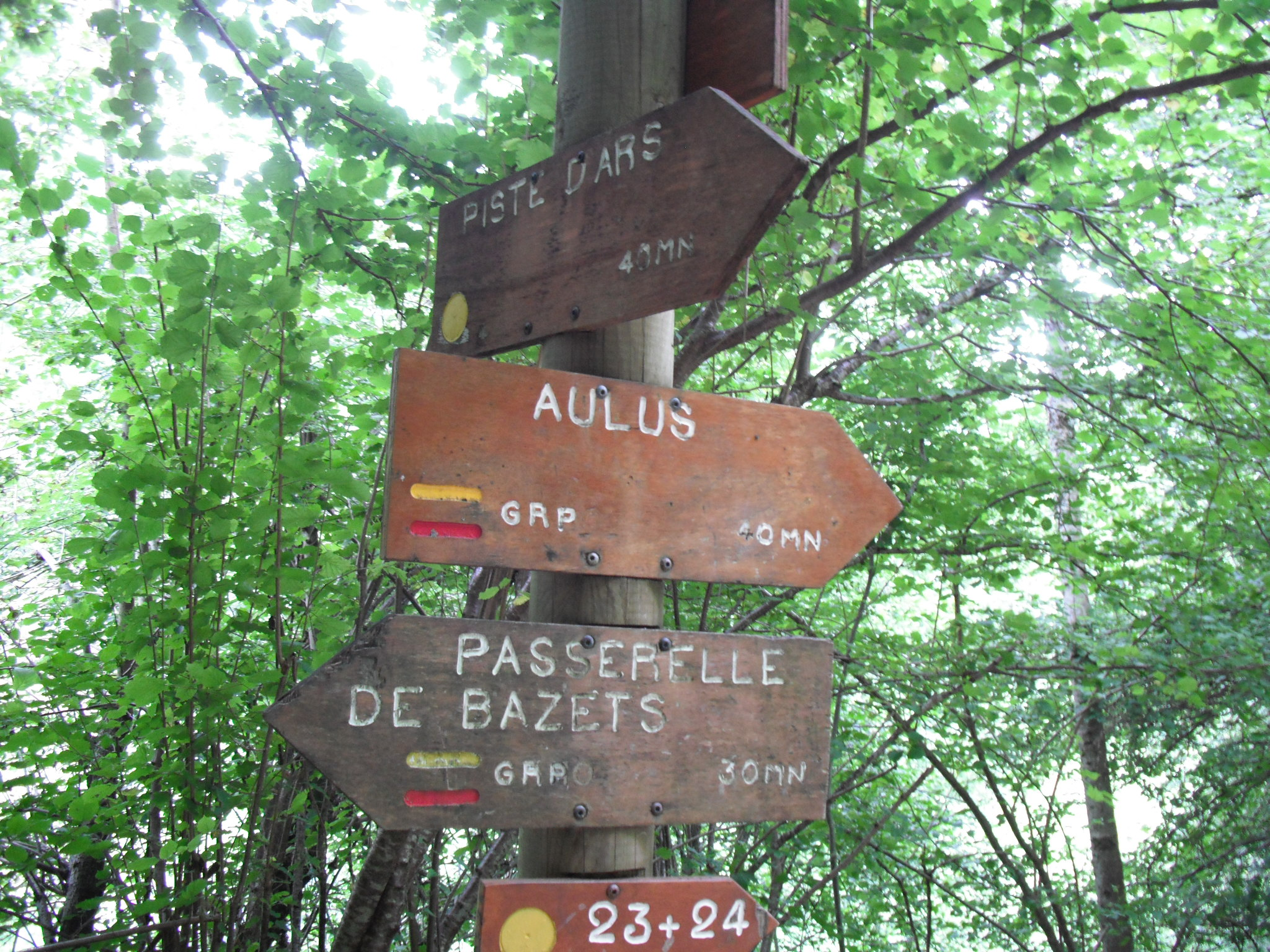
Panneau d'information sur le GRP passant à la cascade d'Ars.
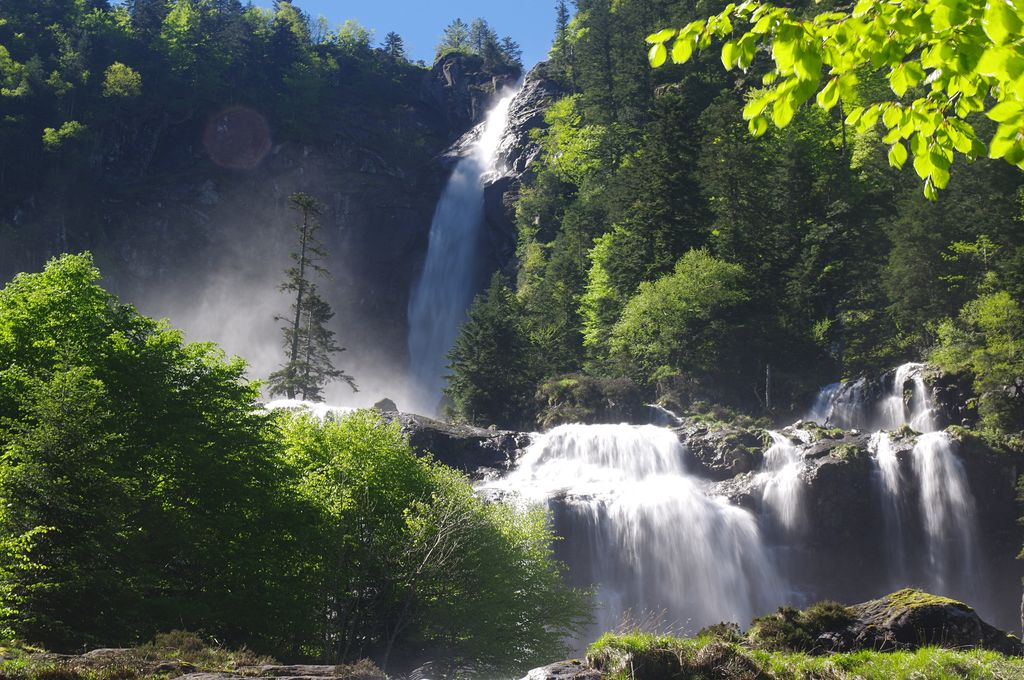
En mai, la cascade d'Ars est à son plus fort débit.
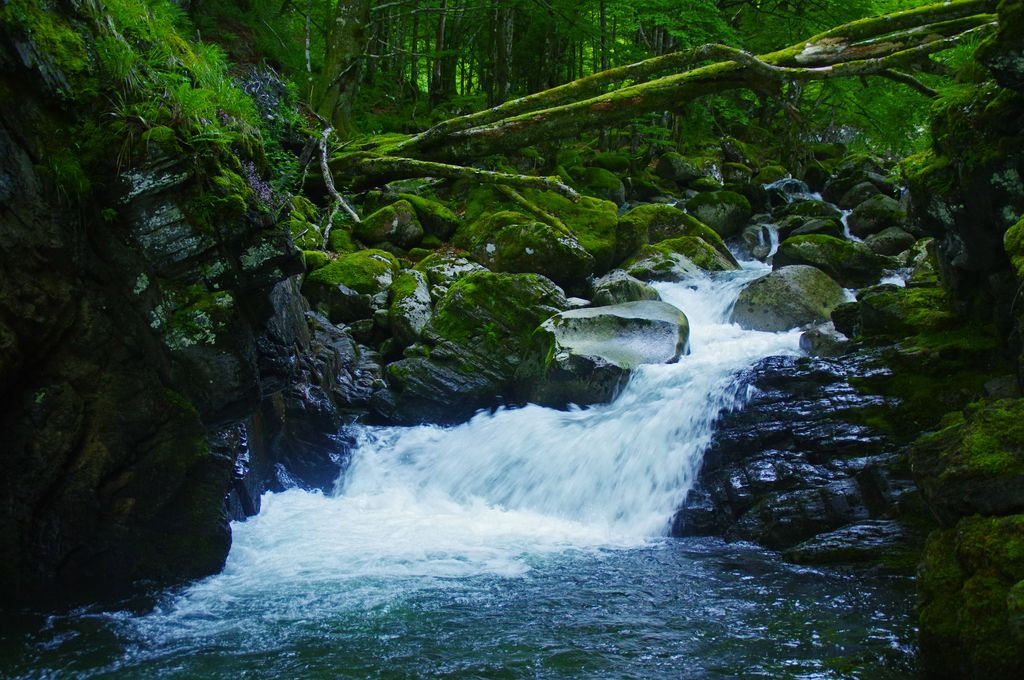
Le ruisseau en aval de la cascade.
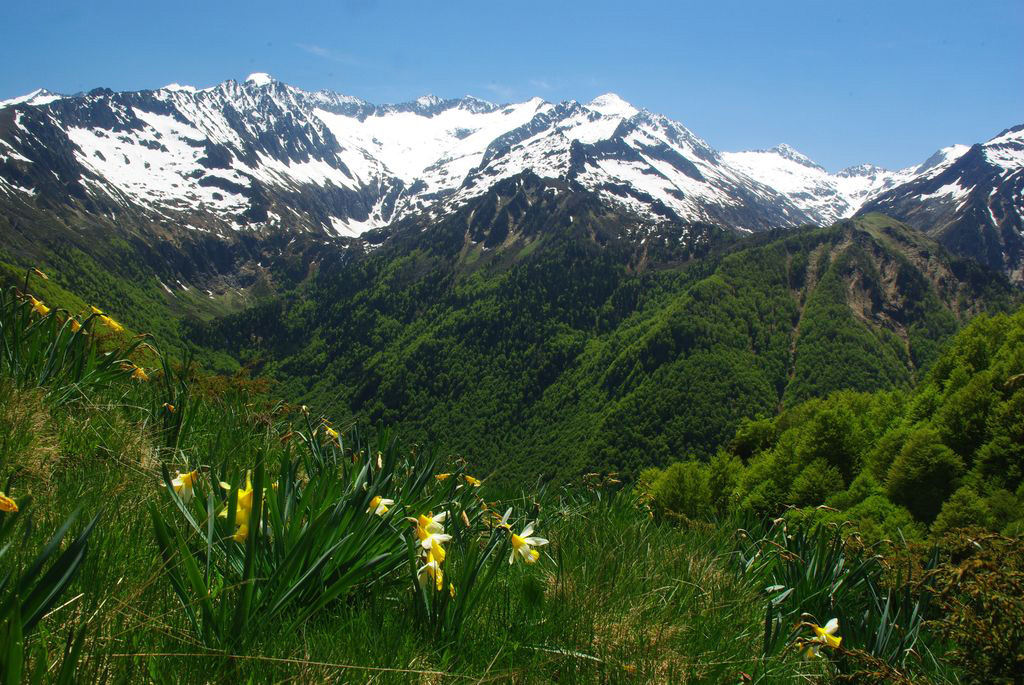
Du col d'Agnes, vue sur les cirques du Garbettou, du Garbet et sur la pique Rouge de Bassiès.
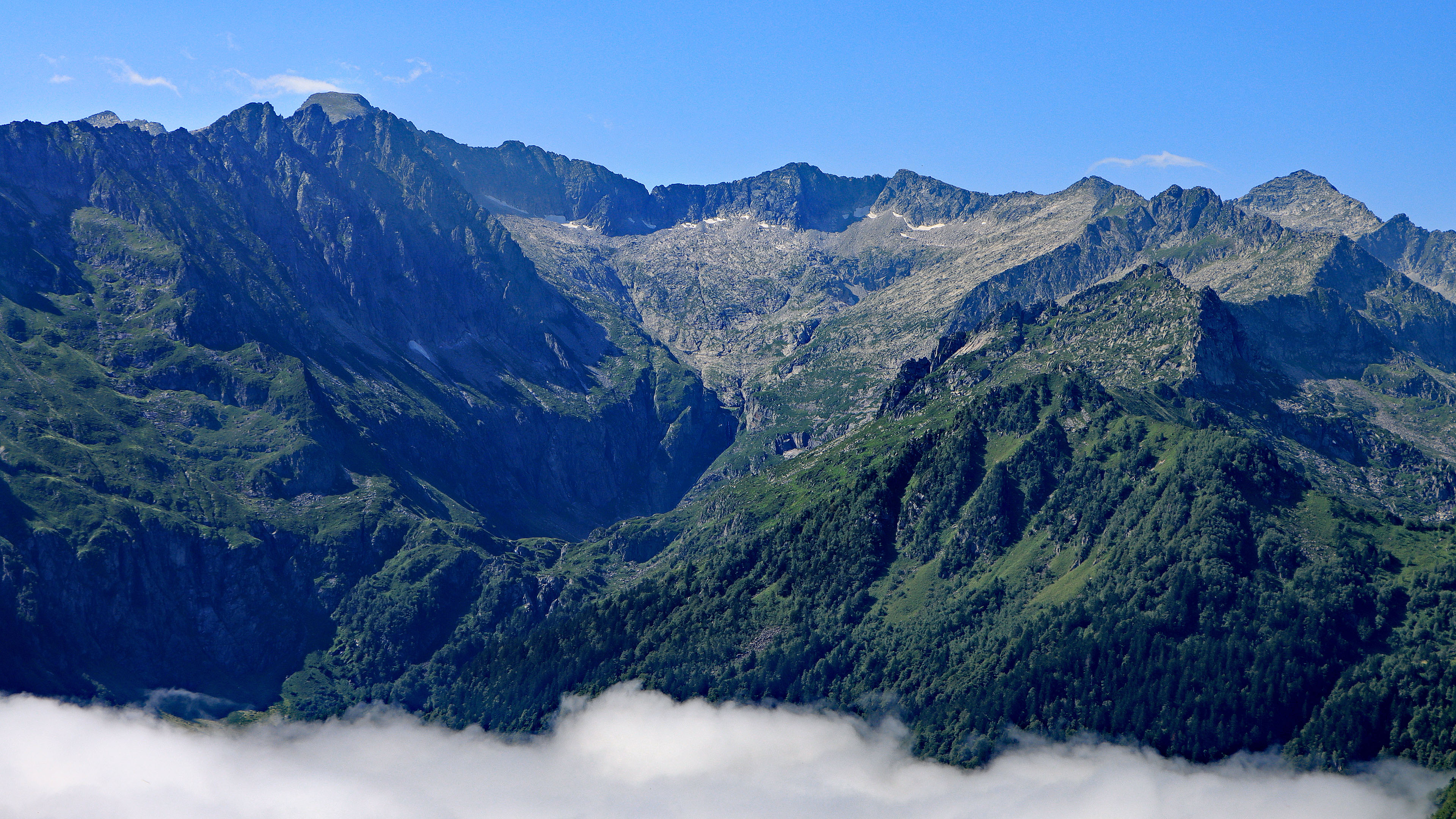
Le cirque du Garbet vu du col d'Agnès.

### Personnalités liées à la commune
- Adolphe d'Assier (1827-1889), explorateur et écrivain français mort à Aulus, auteur de Un Parisien à Aulus, comédie-vaudeville en 3 actes, 1881 ; et de Souvenirs des Pyrénées - Aulus-les-Bains et ses environs, 3e édition complètement refondue en 1884 première édition 1873.

## Pour approfondir